# Macchi M.14
Il Macchi M.14 era un caccia biplano prodotto in piccola serie dall'azienda italiana Aeronautica Macchi negli anni dieci del XX secolo.
Primo caccia concepito per operare da terra dell'azienda lombarda, venne sviluppato troppo tardi per essere impiegato durante la prima guerra mondiale ma venne comunque adottato dal Corpo Aeronautico Militare del Regio Esercito come aereo da addestramento nel primo periodo interbellico.

## Storia

### Sviluppo
La necessità di disporre, da parte dei reparti di aviazione militare con basi a terra in territorio italiano, di nuove unità da combattimento da utilizzare durante la prima guerra mondiale indusse l'Aeronautica Macchi a sviluppare un nuovo velivolo da caccia, il primo modello "terrestre" concepito in quel ruolo dall'azienda varesina.
Il progetto venne affidato ad Alessandro Tonini, il quale disegnò un modello dall'aspetto piuttosto convenzionale, caratterizzato dalla complessiva compattezza e soprattutto, dall'inusuale, per l'epoca, configurazione alare biplano-sesquiplana, ovvero dotata di ala superiore dall'alare maggiore dell'inferiore. L'ala superiore inoltre presentava una pianta a freccia e la connessione tra le due era assicurata da una particolare travatura reticolare detta travatura Warren, una soluzione che caratterizzerà in seguito molti modelli italiani fino all'ultimo caccia biplano in servizio alla futura Regia Aeronautica, il Fiat C.R.42.
Il prototipo non riuscì ad essere portato in volo che nella primavera del 1918, data che si rivelò essere in seguito tarda per permetterne lo sviluppo iniziale, complice anche la perdita dell'esemplare nel giugno dello stesso anno a causa di un incidente. Ciò nonostante, poiché le prestazioni del velivolo erano risultate eccellenti, si decise di realizzarne un secondo prototipo, dotato di motore più potente. Venne così stipulato un contratto per la fornitura per dieci esemplari avviati successivamente alla produzione in serie.
La produzione iniziò quando oramai la guerra era nelle sue fasi terminali, ne conseguì che la necessità di dotare i reparti del Regio Esercito con tale modello non era più impellente. Tutti i dieci esemplari vennero sottoposti alla valutazione delle autorità militari che ritennero il modello idoneo ma, decadute le necessità belliche, non venne emesso alcun successivo ordine. I velivoli non vennero mai usati in combattimento ma destinati, per le sue caratteristiche progettuali, alla formazione di piloti da caccia presso le scuole di volo dell'esercito.

## Utilizzatori
Italia
- Corpo Aeronautico Militare del Regio Esercito